# Tom Hansen
Tom Birger Hansen (ur. 25 lutego 1948 w Aarhus) – duński lekkoatleta, średniodystansowiec, wicemistrz Europy z 1974 i dwukrotny olimpijczyk.
Specjalizował się w biegu na 1500 metrów. Odpadł w eliminacjach tej konkurencji na igrzyskach olimpijskich w 1968 w Meksyku i na mistrzostwach Europy w 1971 w Helsinkach.
Zajął 10. miejsce w finale biegu na 1500 metrów na igrzyskach olimpijskich w 1972 w Monachium. Zdobył srebrny medal na tym dystansie na mistrzostwach Europy w 1974 w Rzymie, przegrywając jedynie z Klausem-Peterem Justusem z Niemieckiej Republiki Demokratycznej, a wyprzedzając Thomasa Wessinghage z Republiki Federalnej Niemiec.
Hansen był mistrzem Danii w biegu na 800 metrów w 1969, 1972, 1977 i 1978 oraz w biegu na 1500 metrów w latach 1968–1970, 1974–1974, 1977 i 1978.
Trzykrotnie poprawiał rekord Danii w biegu na 1500 metrów do wyniku 3:36,8 uzyskanego 24 czerwca 1973 w Aarhus. Był również rekordzistą Danii w biegu na 1000 metrów (2:18,2 w 1975), biegu na milę (3:54,78, 30 czerwca 1975), biegu na 2000 metrów (5,06,6, w 1975) i biegu na 3000 metrów (8:05,6, w 1970).